# Niemegk
Niemegk är en småstad i östra Tyskland, belägen i Landkreis Potsdam-Mittelmark i förbundslandet Brandenburg, omkring 75 km sydväst om Berlin.  Staden huvudort för kommunalförbundet Amt Niemegk, där även de omkringliggande kommunerna Mühlenfliess, Planetal och Rabenstein/Fläming ingår.

## Historia
Söder om dagens Bahnhofstrasse fanns en fornborg där rester av tyska och slaviska bosättningar har hittats. Staden omnämns som borglän år 1161, med en bosättning omkring borgen, och 1228 fick staden stadsrättigheter. Namnet på staden tros ha tagits från den nederländska staden Nijmegen. Staden var från medeltiden fram till 1815 en gränsstad i norra delen av Kurfurstendömet Sachsen och drabbades hårt i flera krig, bland annat Schmalkaldiska kriget och trettioåriga kriget. Efter Wienkongressen 1815 tillföll staden provinsen Brandenburg i Preussen.

## Kommunikationer
Staden ligger i anslutning till motorvägen A9 (Potsdam - München), med en avfart belägen 2 km norr om stadskärnan.  Genom staden går även förbundsvägen Bundesstrasse 102 (Wusterhausen an der Dosse - Luckau).

## Kända stadsbor
Den kände läkaren, mikrobiologen och nobelpristagaren Robert Koch (1843-1910) var i slutet av 1860-talet distriktsläkare i staden.
- Dieter Appelt (född 1935), konstnär.